# Крих, Сергей Борисович
Сергей Борисович Крих (род. 28 октября 1978, Петропавловск) — российский историк, историк науки, занимающийся советской историографией древности, а также литератор. Доктор исторических наук (2016), профессор кафедры всеобщей истории исторического факультета Омского государственного университета имени Ф. М. Достоевского. Обладатель гранта Президента Российской Федерации (2016). Член Союза писателей России с 2001 года.

## Биография
После окончания петропавловского лицея в 1995 году поступил на исторической факультет Омского государственного университета, который окончил с красным дипломом (2000); его научным руководителем при написании курсовых и дипломной работы был Юрий Васильевич Балакин. Вспоминал: «После окончания вуза мне предложили идти в аспирантуру, и поскольку я не имел каких-то других ясных планов, то я согласился» (стал кандидатом исторических наук в 2004 году, защитив диссертацию «Концепция кризиса III века в Римской Империи в творчестве М. И. Ростовцева»).
В 2000—2009 годах преподавал в Омском государственном техническом университете. С 2004 года на постоянной работе в ОмГУ. Также преподает в Омском филиале СФГА. Сфера научных интересов: советская и англо-американская историография древности, сравнительный анализ мировых и отечественных тенденций в развитии историографии, лингвоанализ научных текстов. Как отмечают: «Внимание к особенностям научных текстов советских историков и к их субъективной мотивации — традиционно сильная сторона работ С. Б. Криха».
Первая поэтическая книга «Хруст эпохи» вышла в 2000 году в Омске, за неё Крих стал лауреатом ежегодной молодёжной литературной премии им. Ф. М. Достоевского. В 2001—2004 годах главный редактор литературно-художественного журнала «Пилигрим». Автор многочисленных публикаций в омских: «Литературный Омск», «Пилигрим», «Мир увлечений», сибирских: «Сибирские огни», «Сибирская горница», казахстанских: «Нива», «Провинция» и всероссийском: «Москва» изданиях.
Автор научной монографии «Упадок древнего мира в творчестве М. И. Ростовцева» (Омск, 2006), культурологического сборника «Грядущая первобытность. Очерки иррационального в рациональной культуре» (Омск, 2007); также автор работы «Образ древности в советской историографии: конструирование и трансформация» (2015, защищена как докторская диссертация в Казанском университете). Публиковался в журнале «Вестник древней истории», Вестнике СПбГУ.